# Ad Visser (kunstschilder)
Everhardus Johannes (Ad) Visser (Princenhage, 7 april 1934) is een Nederlands kunstschilder en beeldhouwer. 

## Opleiding en werk
Visser volgde de Academie voor Beeldende Kunsten St. Joost in Breda en de Jan van Eyck Academie in Maastricht (1961).
Hij behoorde tot de groep kunstenaars die in 1964 Galerie Artishock in Maastricht oprichtten.
Werk van Visser is onder meer te vinden in de collectie van het Bonnefantenmuseum.

## Tentoonstellingen (selectie)
- Werkgroep 5, 1961[6]
- Galerie CC, 1969[7]
- Kunst in Limburg 1971[8]